# Warga górna

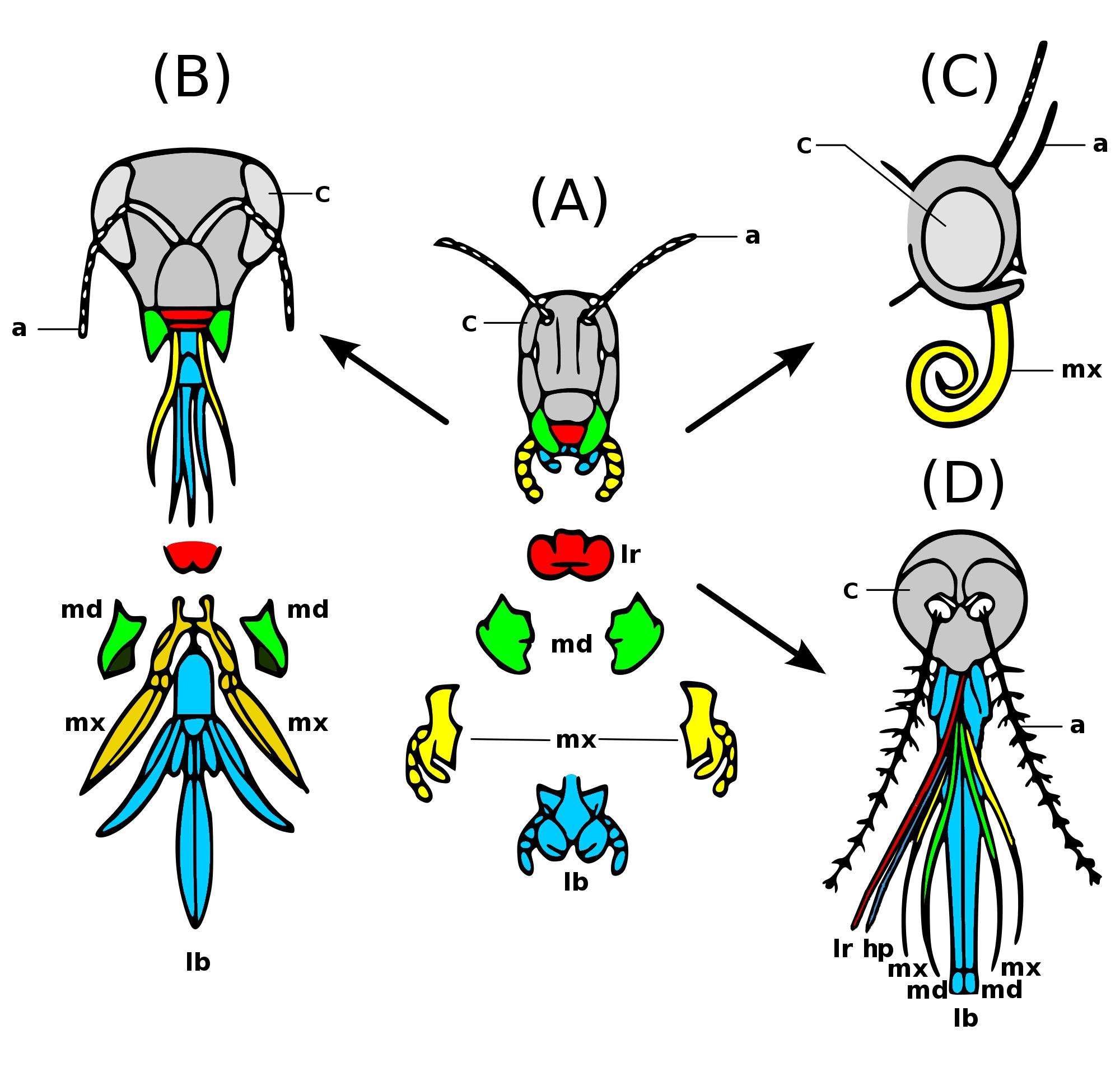
Przekształcenia w różnych typach aparatów gębowych: warga górna oznaczona kolorem czerwonym i skrótem lr; A – aparat typu gryzącego u prostoskrzydłego; B – aparat typu gryząco-liżącego pszczoły miodnej; C – aparat typu ssącego motyla; D – aparat typu kłująco-ssącego samicy komara

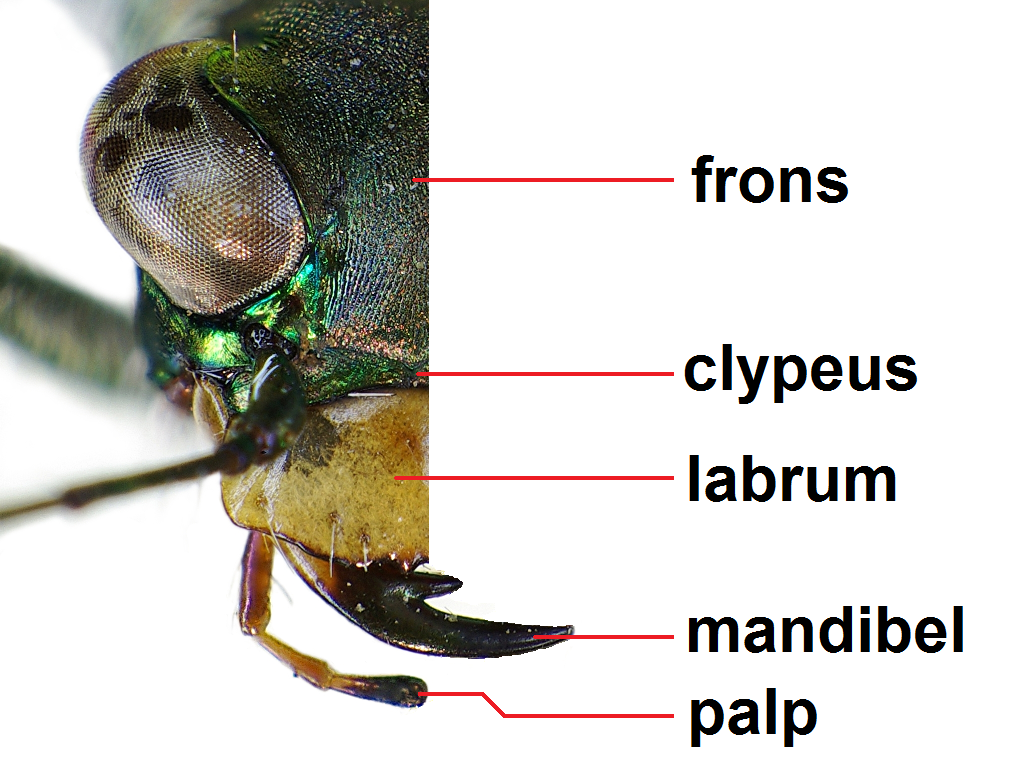
Warga górna (labrum) trzyszcza Cephalota circumdata

Warga górna, labrum (łac. labrum) – element narządów gębowych stawonogów. Ma postać wyrostka i uczestniczy w pobieraniu pokarmu.

## Owady
Labrum owadów powstaje z jednego z segmentów procefalonu: jest to albo segment przedczułkowy albo, jeśli przyjąć hipotezę o siedmiosegmentowej głowie owadów, segment górnowargowy.
Warga górna ma zwykle postać płaskiego płata przyczepionego zewnętrzną stroną do nadustka przez szew klypeolabralny, który zapewnia jej ruchomość. Położona jest poniżej nadustka, przed żuwaczkami, zamykając od przodu jamę przedgębową. Wewnętrzna powierzchnia labrum pokryta jest błoną ciągnącą się dalej po wewnętrznej stronie nadustka, która tworzy nadgębową ścianę jamy przedgębowej, kończącą się proksymalnie do otworu gębowego. Warga górna jest błoniasta, jednak po lewej i prawej stronie, w kątach między nią a nadustkiem, obecne są skleryty zwane tormae, stanowiące punkty zaczepu niektórych mięśni górnowargowych.
Na muskulaturę poruszającą labrum składają się zarówno mięśnie znajdujące się wewnątrz wargi jak i przyczepione do jej krawędzi. Wyróżnia się wśród nich: musculus frontolabralis, m. frontoepipharyngalis, m. epistoepipharyngealis, m. labralis transversalis, m. labroepipharyngealis, m. labrolabralis.
Warga górna może być różnorodnie przekształcona. W aparacie gębowym kłująco-ssącym może być silnie wydłużona i pełnić funkcję ssącą.

## Pozostałe stawonogi
U ostrogonów warga górna tworzy przednie odgraniczenie przedsionka gębowego. Wśród pajęczaków wargę górną wyróżnia się u kosarzy, kapturców i roztoczy właściwych.
Dobrze rozwiniętą wargę górną mają skrzelonogi. U widłonogów w obrębie labrum zlokalizowane są gruczoły trawienne. Małe, trójkątne labrum mają natomiast szczętki.
U pareczników warga górna jest trzyczęściowa. Odgranicza od przodu jamę gębową, a od tyłu graniczy z nadustkiem. U krocionogów stanowi ona zwieńczenie nadustka.
U trylobitów labrum to inna nazwa hypostomy, a u pająków błędne określenie stosowane dla labium.